# James Rothman
James Edward Rothman (Haverhill, 3 de novembro de 1950) é um bioquímico e investigador norte-americano, galardoado em 2013 com o Prémio Nobel de Fisiologia ou Medicina.
Filho de um operário metalúrgico, Rothman obteve uma licenciatura na Universidade de Yale em 1971. Inicialmente matriculou-se na Universidade de Harvard para estudar medicina, mas optou por fazer um doutoramento em Bioquímica em 1976. Foi depois, e até 1978, detentor de uma bolsa de pós-doutoramento no Instituto Tecnológico de Massachusetts.

## Carreira profissional
Rotman começou a sua carreira no departamento de bioquímica da Universidade de Stanford em 1978, e em 1984 foi nomeado responsável de uma cadeira. Esteve vinculado como professor de biologia molecular na Universidade de Princeton entre 1988 e 1991 e posteriormente foi um dos fundadores do departamento de bioquímica e biofísica celular do centro médico para o cancro Sloan-Kettering, que depois dirigiu. Em 2004 foi nomeado professor de fisiologia e biofísica celular na Universidade de Columbia, sendo diretor do Centro de Bioquímica. Em 2008 passou a ser professor de Ciências Biomédicas da Universidade de Yale, e atualmente dirige aí essa cátedra, e lidera o departamento de Biologia Celular.

## Prémios
Em 2002 foi galardoado com o Prémio Lasker de investigação médica básica. Em 2010 Rothman recebeu o prémio Kavli de Neurociência juntamente com Richard Scheller e Thomas Südhof pela "descoberta das bases moleculares da libertação de neurotransmissores".
Em 2013 foi distinguido com o Prémio Nobel de Fisiologia ou Medicina juntamente com Randy Schekman e Thomas Südhof, "pelas suas descobertas da maquinaria de regulação do tráfego vesicular, um importante sistema de transporte nas nossas células". Rothman, em particular, descobriu como funciona uma proteína que permite que as vesículas celulares cumpram os seus objetivos, para depois conseguir a transferência de carga. As diferentes proteínas unem-se apenas em combinações específicas, assegurando assim que a carga é entregue numa localização precisa.